# DMOZ
Проектът „Отворена директория“ (съкратено ПОД, на английски: Open Directory Project, ODP), известен също като Dmoz (от първоначалния домейн на проекта, directory.mozilla.org) е създаден като многоезичен отворен указател (директория) за уебсайтове. Целта на проекта е, да подпомогне работата на търсещите машини, осигурявайки им качествени и проверени връзки.
Поддръжката му се осъществява на доброволни начала, с помощта на редактори от цял свят. В зависимост от тематичната си насоченост, уебсайтовете са организирани в определен брой общи категории, под които се създават множество по-конкретни подкатегории. Google използва тази йерархия като основа за своята директория.
През март 2017 г. www.dmoz.org Архив на оригинала от 2016-05-14 в Portuguese Web Archive е закрит.